# Pierre Degeyter
Pierre Degeyter (8 tháng 10 năm 1848 - 26 tháng 9 năm 1932 tại Saint-Denis, Paris, phiên âm Pi-e Đờ-gây-tê) là nhà soạn nhạc nổi tiếng người Bỉ, sinh sống tại Pháp. Ông là một trong những nhà soạn nhạc được nhiều người biết tới, đặc biệt là những ai theo con đường của chủ nghĩa cộng sản và xã hội chủ nghĩa bởi bài hát nổi tiếng Quốc tế ca. 
De Geyter sinh ra ở Gent, Bỉ, nơi cha mẹ ông, gốc vùng Flanders thuộc Pháp, đã chuyển đến làm việc trong các nhà máy dệt. Khi ông lên bảy, gia đình với người con lúc đó, trở về Pháp và định cư ở Lille. Ở đó, Pierre làm việc như một thợ sản xuất chỉ và học đọc và viết tại các lớp học buổi tối của công nhân. Năm mười sáu tuổi, ông đăng ký học tại Học viện Lille, nơi lần đầu tiên ông tham gia các lớp học vẽ và sau đó tìm được công việc khắc gỗ. Sau đó, ông tham gia các lớp học âm nhạc và tham gia dàn hợp xướng của công nhân "La Lyre des Travailleurs", do nhà lãnh đạo xã hội của Lille, Gustave Delory, thành lập.

## Quốc tế ca
Vào ngày 15 tháng 7 năm 1888, Delory liên lạc với De Geyter để soạn nhạc cho một số bản "Chants révolutionnaires" (những ca khúc cách mạng) thường được hát tại các sự kiện nổi tiếng với các nhà hoạt động xã hội Lille. Trong số này có một bài hát đã trở thành hội ca của Hội Liên hiệp Lao động Quốc tế, Quốc tế ca, phổ nhạc thơ của Eugène Edine Pottier trong "Semaine Sanglante" ("tuần lễ đẫm máu", ngày 22–28 tháng 5 năm 1871) đánh dấu sự kết thúc và bị đàn áp nghiêm trọng của Công xã Paris năm 1871. Cho đến lúc đó, bài hát bình thường vẫn được hát theo giai điệu của Marseillaise.
Pierre đã mất một buổi sáng Chủ nhật để sáng tác bài nhạc trên một chiếc kèn harmonica. Theo một nguồn tin, sau đó ông ấy đã nhờ anh trai Adolphe của mình chơi bài nhạc trên chiếc kèn, và sau đó đã thực hiện một số thay đổi nhỏ. Sáng tác mới lần đầu tiên được chơi bởi dàn hợp xướng của công nhân Lyre des Travailleurs tại buổi liên hoan hàng năm của công đoàn những người ngành báo chí ở Lille vào tháng 7 năm 1888. Sáu nghìn tờ rơi đã được in tại công ty in ấn yêu thích của Pierre, Boldoduc, và được bán để gây quỹ cho đảng xã hội chủ nghĩa ở Lille. Mặc dù tên nhạc sĩ chỉ được công bố là "Degeyter" để bảo vệ tác giả,  nhưng Pierre đã bị sa thải bất chấp và sau đó bị các nhà tuyển dụng Lille đưa vào danh sách đen. Ông sớm bị phải thực hiện những công việc lặt vặt để sống, chẳng hạn như chế tạo quan tài. Năm 1902, ông rời Lille cùng vợ và con gái và chuyển đến Saint-Denis, gần Paris.
Bài hát sau đó được giới cộng sản và xã hội chủ nghĩa hát rất nhiều, thậm chí còn được coi là quốc ca của  Liên Xô. Họ xem bài hát này là quốc ca cho đến khi Alexander Vasilyevich Alexandrov sáng tác ra bài quốc ca mới cho nước nhà vào năm 1944, và sau khi Liên Xô chấp nhận bản quốc ca mới, Quốc tế ca  đã được dùng làm Đảng ca của Đảng Cộng sản Liên Xô.
Trên thực tế, Pierre De Geyter đã bỏ qua việc bảo đảm bản quyền. Khi bài hát trở nên nổi tiếng hơn bao giờ hết, anh trai của ông, Adolphe De Geyter đã tuyên bố bản quyền vào năm 1901 và bắt đầu thu tiền bản quyền.  Năm 1904, Pierre bắt đầu các thủ tục ra tòa chống lại Adolphe, nhưng Gustave Delory (thị trưởng của Lille lúc bấy giờ) đã ủng hộ tuyên bố của Adolphe (mặc dù trong cuộc gặp năm 1888 với nhà lãnh đạo xã hội chủ nghĩa Gent Edward Anseele, ông đã xác định Pierre De Geyter là tác giả) và Pierre không thể chứng minh quyền tác giả của mình. Ông đã thua kiện vào năm 1914. Tuy nhiên, vào đầu năm 1916, trong Chiến tranh thế giới thứ nhất, Adolphe De Geyter đã treo cổ tự tử, để lại một bức thư cho em trai, trong đó ông thừa nhận hành vi lừa đảo của mình và khẳng định rằng ông đã bị áp lực bởi những người khác.  Pierre, lúc đó đang ở vùng tự do của nước Pháp, chỉ nhận được bức thư sau chiến tranh. Năm 1922, phán quyết về bản quyền đã bị đảo ngược.

## Cuối đời
Năm 1927, các nhà lãnh đạo Liên Xô phát hiện ra rằng tác giả thực sự của Quốc tế ca, lúc đó là quốc ca của Liên Xô, vẫn còn sống. Pierre được mời đến Moskva để dự lễ kỷ niệm 10 năm Cách mạng Tháng Mười và có mặt trên khán đài của những vị khách danh dự, có nhà điêu khắc người Đức Käthe Kollwitz ở bên cạnh. Iosif Stalin đã trao cho ông ta một khoản tiền trợ cấp của nhà nước Liên Xô (theo một số nguồn như một khoản bồi thường cho bản quyền của ông ta). Vì đây là thu nhập duy nhất của Pierre, ngoài khoản phí khiêm tốn thu được về âm nhạc cho các bài thơ khác của Pottier (đặc biệt là L'Insurgé và En avant la Classe Ouvrière) và các giai điệu phổ biến mà ông ấy cũng đã sáng tác, và mặc dù chính quyền thị trấn cánh tả của Saint -Denis đã cấp cho ông một căn hộ miễn phí, Pierre De Geyter đã trải qua những năm cuối đời trong cảnh nghèo khó. Sau khi ông qua đời tại Saint-Denis vào năm 1932, hơn 50 nghìn người đã đến dự đám tang của ông.